# 卡拉拉山
74°53′S 71°27′W / 74.883°S 71.450°W
卡拉拉山（英語：Mount Carrara）是南極洲的山峰，位於帕爾默地，屬於斯凱海冰原島峰的一部分，海拔高度1,700米，以美國地質調查局的地質學家命名，現時由南極條約體系管理。